# Astorgosuchus
Astorgosuchus je vyhynulý druh krokodýla, který žil na území Pákistánu během období pozdního oligocénu.

## Potrava
Astorgosuchus pravděpodobně lovil Paraceratherium, vyhynulý rod nosorožců, což se předpokládá podle nálezů kostí Paraceratherií, na nichž byly objeveny kuželovité zubní otisky, odpovídající A. bugtiensis. Je pravděpodobné, že A. bugtiensis útočil, vzhledem k extrémní velikosti dospělých jedinců Paraceratherií, na mladé nebo nemocné kusy.